# Rafael Spínola
Rafael Spínola (Rio de Janeiro, 26 de março de 1992) é roteirista e diretor de cinema e televisão com foco em séries dramáticas de ficção.

## Roteiro
Rafael é roteirista chefe da série "Adriano Imperador" sobre a vida do jogador de futebol Adriano. Projeto para Paramount+/VIACOM, produzido pela Bananeira Filmes, com direção geral de Susanna Lira.

Podcast documental sobre o caso do assassinato de Ângela Diniz.

Também escreveu o podcast "Praia dos Ossos" sobre o caso do assassinato de Ângela Diniz. Produção Rádio Novelo dirigido por Paula Scarpin. Fenômeno nas plataformas de áudio, o podcast documental teve os direitos comprados pela Conspiração Filmes para uma série de TV.

Raphael Logam recebeu duas indicações ao Emmy Internacional

Nas séries, destacam-se seus trabalhos em "A Divisão", sobre a Divisão Antissequestro do Rio de Janeiro nos anos 90; em "Arcanjo Renegado", sucesso no serviço de streaming Globoplay; e em "Impuros", série de ficção livremente inspirado na vida de traficantes cariocas, que que rendeu ao protagonista Raphael Logam duas indicações ao Emmy Internacional como Melhor Ator.
Para o canal GNT, Rafael Spínola foi colaborador de roteiro em "Lúcia Mccartney", ficção baseada no livro homônimo de Rubem Fonseca; em "Os homens são de Marte… e é pra lá que eu vou!”, adaptada da peça de Mônica Martelli; e em "Romance Policial: Espinosa", derivado do livro “Uma janela em Copacabana”, de Luiz Alfredo Garcia-Roza. No Multishow, "Por Isso Eu Sou Vingativa" foi uma série de ficção humorística baseada no livro de Cláudia Tajes.
Para o universo infantil, escreveu a série de animação "Foi Assim, Foi Assado", que reconta fatos históricos sob o ponto de vista de uma menina da periferia do Recife pela produtora CabraFulô para o Canal Futura.
Recentemente roteirizou o podcast "Collor versus Collor" (Rádio Novelo), escreveu a série "Eleita" (Conspiração/Amazon), foi roteirista-chefe da série em pós-produção "Da Ponte Pra Lá" (Floresta/HBO) e da série de sua autoria em fase de pós-produção "Cenas de Um Crime" (Zola/Viacom/Paramount+). Acabou de escrever a série "Senna" (Gullane/Netflix) em fase de filmagem e escreve atualmente a segunda temporada de "DNA do crime" (Paranoid/Netflix).
| Ano         | Título                                         | Formato           | Temporada        | Função                 |
| ----------- | ---------------------------------------------- | ----------------- | ---------------- | ---------------------- |
| 2014        | Os homens são de Marte… e é pra lá que eu vou! | série             | 01               | Roteirista             |
| 2014        | Por Isso Eu Sou Vingativa                      | série             | 01               | Roteirista             |
| 2015        | Romance Policial: Espinosa                     | série             | 01               | Roteirista             |
| 2016        | Lúcia Mccartney                                | série             | 01               | Roteirista             |
| 2016-2019   | Me chama de Bruna                              | série             | 3                | Colaborador de roteiro |
| 2018 e 2021 | Impuros                                        | telefilme e série | 01 e 03          | Roteirista             |
| 2019        | A divisão                                      | série             |                  | Roteirista             |
| 2020        | Praia dos Ossos                                | podcast           |                  | Roteirista             |
| 2020        | Foi Assim, Foi Assado                          | animação          |                  | Roteirista             |
| 2020        | A Divisão                                      | filme e série     | 01 e 02          | Roteirista             |
| 2020        | Arcanjo Renegado                               | série             | 01               | Roteirista             |
| 2022        | Eleita                                         | série             | 01 (Ep. 02 e 05) | Roteirista             |
| 2022        | Adriano Imperador                              | série             |                  | Roteirista             |
| 2023        | Collor versus Collor                           | podcast           |                  | Roteirista             |
| A estreiar  | Cenas de um crime                              | série             |                  | Criador                |
| A estreiar  | Da ponte para lá                               | série             |                  | Roteirista-chefe       |
| A estreiar  | As vitrines                                    | filme             |                  | Roteirista             |

## Direção
Realizador do longa-metragem independente de suspense psicológico “O Cerco”, selecionado para a Mostra de Cinema de Tiradentes, para o programa Ancine - Encontros do Cinema Brasileiro com San Sebastian, Veneza e Cannes e para a Mostra Futuro Brasil no Festival de Brasília 2019; e dos curta-metragens “Nossos Traços”, “Gigante”, “Janela”, “A Mentira” e “Bicho Azul”, selecionados para festivais como IndieLisboa, Festival do Rio, Mostra de Cinema de Tiradentes, Festival Internacional de Curtas do Rio de Janeiro - Curta Cinema, Janela Internacional de Cinema do Recife, Cine Esquema Novo, FestCurtas BH, Panorama Internacional Coisa de Cinema e Mostra do Filme Livre.
| Ano  | Título       | Formato |
| ---- | ------------ | ------- |
| 2013 | Nosso Traços | curta   |
| 2014 | Gigante      | curta   |
| 2016 | Janela       | curta   |
| 2019 | A Mentira    | curta   |
| 2021 | Bicho Azul   | curta   |
| 2021 | O Cerco      | longa   |

## Prêmios
- Melhor Curta-Metragem Nacional pelo júri oficial do Festival do Rio com o curta-metragem “A Mentira".[9][10]
- Melhor Curta-Metragem Nacional pelo Janela Crítica no VI Janela Internacional de Cinema de Recife e vencedor do Prêmio de Escolha Livre do Júri no Festival Cine Esquema Novo com o curta-metragem “Nossos Traços”.
- Selecionado para participar do Laboratório de Projetos de Curtas Metragens – Curta Cinema 2011 com o projeto “Limpos. Salvos. Santos.” e, em 2014, com o projeto “Janela”, vencendo o prêmio de Melhor Projeto Carioca e recebendo prêmios para a realização do filme.
- Melhor vídeo Minuto Universitário por Faculdade com o filme “O amor em qualquer mar” no Festival do Minuto.